# Aguessac
 Aguessac  (en occitano Agassac) es una población y comuna francesa, situada en la región de Mediodía-Pirineos, departamento de Aveyron, en el distrito de Millau y cantón de Millau-Est.

## Demografía
| 731 | 709 | 714 | 615 | 811 | 833 |
| Para los censos de 1962 a 1999 la población legal corresponde a la población sin duplicidades (Fuente: INSEE [Consultar]) |     |     |     |     |     |